# Giorgos Karagoutis
Giorgos Karagoutis (en griego: Γιώργος Καράγκουτης, nació el 15 de febrero de 1976 en Atenas, Grecia) es un jugador de baloncesto que ha jugado varios años en la Selección de baloncesto de Grecia en la década de los 90.

## Biografía
Karagoutis comenzó su carrera profesional en el Panionios BC a los 16 años de edad. En 1995 fue finalista de la Copa de baloncesto de Grecia y en 1998 de la Copa Korac ambas con el Panionios BC.
En 1999, se fue al Panathinaikos BC y ganó la Euroliga en el año 2000, . Después jugó para el Iraklis BC (2000-01), el Near East BC (2001-02), y el Maroussi BC. Con este último equipo quedó en segundo lugar en la temporada regular de la liga griega y también fue finalista de la copa en 2006. Karagoutis también ha jugado para la Selección de baloncesto de Grecia en el Mundobasket 1998 y en el Eurobasket 1999, en ambos con el mismo resultado, la cuarta plaza.